# Apystomyiidae
Apystomyiidae (лат.) — небольшое семейство двукрылых из надсемейства Asiloidea подотряда короткоусых. Семейство рассматривается как родственное Bombyliidae, Hilarimorphidae или Scenopinidae.

## Описание
Небольшие мухи с блестящим чёрным телом около 3 мм длиной. Антенны с коротким двучленистым вершинным стилем. Вид распространен в Америке, от Калифорнии до Мексики. Преимагинальные стадии неизвестны.

## Классификация
В семейство включают один современный монотипический род и один вымерший род:
- Род Apystomyia Melander, 1950
  - Apystomyia elinguis Melander, 1950
- † Род Hilarimorphites Grimaldi & Cumming, 1999
  - † Hilarimorphites burmanica Grimaldi & Cumming, 2011
  - † Hilarimorphites cummingi Grimaldi, 2016
  - † Hilarimorphites longimedia Grimaldi & Cumming, 1999
  - † Hilarimorphites setosa Grimaldi & Cumming, 1999
  - † Hilarimorphites superba Grimaldi & Cumming, 1999
  - † Hilarimorphites yeatesi Grimaldi & Cumming, 1999

## Палеонтология
Вид Hilarimorphites burmanica описан по инклюзу бирманского янтаря мелового периода.